# جريمتي القتل في بانيهايا
كانت جريمتي القتل في بانيهايا (بالنرويجية: Baneheia-drapene)‏ عبارة عن حادثتي قتل واغتصاب وقعتا في النرويج بتاريخ 19 مايو 2000. وكانت الضحية الأولى في العاشرة من العمر واسمها لينا سلوغيدال باولسن (مواليد 14 مايو 1990) والثانية عمرها 8 سنوات وتدعى ستينه سوفيه سورسترونن (مواليد 10 مايو 1992) قد وجدن مقتولتين بعد اغتصابهن في منطقة بانيهايا بمدينة كريستيانساند. تم القاء القبض على إثنين من السكان المحليين وهما فيغو كريستيانسن (مواليد 24 مايو 1979) ويان هلغه أندرسن (مواليد 17 يناير 1981) وأدينوا بارتكاب الجريمتين عام 2002. وقد أصيب الجمهور النرويجي بالصدمة وعدم التصديق جراء الجريمتين. حصلت القضية على اهتمام واسع من وسائل الإعلام في النرويج لعدة سنوات في أوائل عقد 2000 وما تلاه، فضلاً عن لفت انتباه دول الخارج. حكم على كريستيانسن بالسجن 21 سنة (مدى الحياة) أما أندرسن فحكم عليه بالسجن 19 عاماً.